# Inline-Alpin-Weltcup 2016
Der Inline-Alpin-Weltcup 2016 wurde vom 4. Juni bis 14. August 2016 ausgetragen. Am 4. und 5. Juni fanden in Unterensingen und am 12. und 13. August in Villablino die Inline-Alpin-Weltmeisterschaften 2016 statt.

## Änderung 2016
Der Rennkalender umfasste fünf Weltcuporten in Europa. Neu in den Rennkalender hinzugekommen ist Pieve Vergonte (Italien), Turnov (Tschechen) und Unterensingen (Deutschland). Dafür wurde Bramberg (Österreich), Pisogne (Italien), Němčičky (Tschechien) aus dem Kalender gestrichen. Zum ersten Mal nach 2012 und 2014 gehören die Inline-Alpin-Weltmeisterschaften nicht zum Weltcupkalender.

## Austragungsorte
Unterensingen:
- 4. Juni 2016

 Turnov:
- 19. Juni 2016

 Jirkov:
- 26. Juni 2016

 Pieve Vergonte:
- 31. Juli 2016

 Villablino:
- 14. August 2016

## Weltcup-Übersicht

### Frauen
| 1. Weltcup in Unterensingen, 4. Juni 2016 | 1. Weltcup in Unterensingen, 4. Juni 2016 | 1. Weltcup in Unterensingen, 4. Juni 2016 | 1. Weltcup in Unterensingen, 4. Juni 2016 | 1. Weltcup in Unterensingen, 4. Juni 2016 |
| ----------------------------------------- | ----------------------------------------- | ----------------------------------------- | ----------------------------------------- | ----------------------------------------- |
| Datum                                     | Disziplin                                 | Erster Platz                              | Zweiter Platz                             | Dritter Platz                             |
| 4. Juni 2016 (Sa.)                        | Slalom                                    | Jana Börsig (GER)                         | Gabriela Kudelaskova (CZE)                | Katharina Hoffmann (GER)                  |

| 2. Weltcup in Turnov, 19. Juni 2016 | 2. Weltcup in Turnov, 19. Juni 2016 | 2. Weltcup in Turnov, 19. Juni 2016 | 2. Weltcup in Turnov, 19. Juni 2016 | 2. Weltcup in Turnov, 19. Juni 2016 |
| ----------------------------------- | ----------------------------------- | ----------------------------------- | ----------------------------------- | ----------------------------------- |
| Datum                               | Disziplin                           | Erster Platz                        | Zweiter Platz                       | Dritter Platz                       |
| 19. Juni 2016 (So.)                 | Slalom                              | Claudia Wittmann (GER)              | Jana Börsig (GER)                   | Gabriela Kudelaskova (CZE)          |

| 3. Weltcup in Jirkov, 26. Juni 2016 | 3. Weltcup in Jirkov, 26. Juni 2016 | 3. Weltcup in Jirkov, 26. Juni 2016 | 3. Weltcup in Jirkov, 26. Juni 2016 | 3. Weltcup in Jirkov, 26. Juni 2016 |
| ----------------------------------- | ----------------------------------- | ----------------------------------- | ----------------------------------- | ----------------------------------- |
| Datum                               | Disziplin                           | Erster Platz                        | Zweiter Platz                       | Dritter Platz                       |
| 26. Juni 2016 (So.)                 | Slalom                              | Claudia Wittmann (GER)              | Manuela Schmohl (GER)               | Gabriela Kudelaskova (CZE)          |

| 4. Weltcup in Pieve Vergonte, 31. Juli 2016 | 4. Weltcup in Pieve Vergonte, 31. Juli 2016 | 4. Weltcup in Pieve Vergonte, 31. Juli 2016 | 4. Weltcup in Pieve Vergonte, 31. Juli 2016 | 4. Weltcup in Pieve Vergonte, 31. Juli 2016 |
| ------------------------------------------- | ------------------------------------------- | ------------------------------------------- | ------------------------------------------- | ------------------------------------------- |
| Datum                                       | Disziplin                                   | Erster Platz                                | Zweiter Platz                               | Dritter Platz                               |
| 31. Juli 2016 (So.)                         | Slalom                                      | Manuela Schmohl (GER)                       | Claudia Wittmann (GER)                      | Mona Sing (GER)                             |

| 5. Weltcup in Villablino, 14. August 2016 | 5. Weltcup in Villablino, 14. August 2016 | 5. Weltcup in Villablino, 14. August 2016 | 5. Weltcup in Villablino, 14. August 2016 | 5. Weltcup in Villablino, 14. August 2016 |
| ----------------------------------------- | ----------------------------------------- | ----------------------------------------- | ----------------------------------------- | ----------------------------------------- |
| Datum                                     | Disziplin                                 | Erster Platz                              | Zweiter Platz                             | Dritter Platz                             |
| 14. August 2016 (So.)                     | Slalom                                    | Claudia Wittmann (GER)                    | Manuela Schmohl (GER)                     | Mona Sing (GER)                           |

## Weltcup-Übersicht

### Männer
| 1. Weltcup in Unterensingen, 4. Juni 2016 | 1. Weltcup in Unterensingen, 4. Juni 2016 | 1. Weltcup in Unterensingen, 4. Juni 2016 | 1. Weltcup in Unterensingen, 4. Juni 2016 | 1. Weltcup in Unterensingen, 4. Juni 2016 |
| ----------------------------------------- | ----------------------------------------- | ----------------------------------------- | ----------------------------------------- | ----------------------------------------- |
| Datum                                     | Disziplin                                 | Erster Platz                              | Zweiter Platz                             | Dritter Platz                             |
| 4. Juni 2016 (Sa.)                        | Slalom                                    | Marco Walz (GER)                          | Massimiliano Losio (ITA)                  | Kristaps Zvejnieks (LAT)                  |

| 2. Weltcup in Turnov, 19. Juni 2016 | 2. Weltcup in Turnov, 19. Juni 2016 | 2. Weltcup in Turnov, 19. Juni 2016 | 2. Weltcup in Turnov, 19. Juni 2016 | 2. Weltcup in Turnov, 19. Juni 2016 |
| ----------------------------------- | ----------------------------------- | ----------------------------------- | ----------------------------------- | ----------------------------------- |
| Datum                               | Disziplin                           | Erster Platz                        | Zweiter Platz                       | Dritter Platz                       |
| 19. Juni 2016 (So.)                 | Slalom                              | Kristaps Zvejnieks (LAT)            | Massimiliano Losio (ITA)            | Sven Ortel (GER)                    |

| 3. Weltcup in Jirkov, 26. Juni 2016 | 3. Weltcup in Jirkov, 26. Juni 2016 | 3. Weltcup in Jirkov, 26. Juni 2016 | 3. Weltcup in Jirkov, 26. Juni 2016 | 3. Weltcup in Jirkov, 26. Juni 2016 |
| ----------------------------------- | ----------------------------------- | ----------------------------------- | ----------------------------------- | ----------------------------------- |
| Datum                               | Disziplin                           | Erster Platz                        | Zweiter Platz                       | Dritter Platz                       |
| 26. Juni 2016 (So.)                 | Slalom                              | Marco Walz (GER)                    | Massimiliano Losio (ITA)            | Sven Ortel (GER)                    |

| 4. Weltcup in Pieve Vergonte, 31. Juli 2016 | 4. Weltcup in Pieve Vergonte, 31. Juli 2016 | 4. Weltcup in Pieve Vergonte, 31. Juli 2016 | 4. Weltcup in Pieve Vergonte, 31. Juli 2016 | 4. Weltcup in Pieve Vergonte, 31. Juli 2016 |
| ------------------------------------------- | ------------------------------------------- | ------------------------------------------- | ------------------------------------------- | ------------------------------------------- |
| Datum                                       | Disziplin                                   | Erster Platz                                | Zweiter Platz                               | Dritter Platz                               |
| 31. Juli 2016 (So.)                         | Slalom                                      | Marco Walz (GER)                            | Kristaps Zvejnieks (LAT)                    | Massimiliano Losio (ITA)                    |

| 5. Weltcup in Villablino, 14. August 2016 | 5. Weltcup in Villablino, 14. August 2016 | 5. Weltcup in Villablino, 14. August 2016 | 5. Weltcup in Villablino, 14. August 2016 | 5. Weltcup in Villablino, 14. August 2016 |
| ----------------------------------------- | ----------------------------------------- | ----------------------------------------- | ----------------------------------------- | ----------------------------------------- |
| Datum                                     | Disziplin                                 | Erster Platz                              | Zweiter Platz                             | Dritter Platz                             |
| 14. August 2016 (So.)                     | Slalom                                    | Kristaps Zvejnieks (LAT)                  | Marco Walz (GER)                          | Massimiliano Losio (ITA)                  |